# Thomas Molson
Pour les articles homonymes, voir Molson (homonymie).
 (mai 2021).
Si vous disposez d'ouvrages ou d'articles de référence ou si vous connaissez des sites web de qualité traitant du thème abordé ici, merci de compléter l'article en donnant les références utiles à sa vérifiabilité et en les liant à la section « Notes et références ».
Thomas Molson (Montréal, 1er septembre 1791 - 22 février 1863) est un brasseur, distillateur, propriétaire de meunerie et marchand. Il est le deuxième des trois fils de John Molson.
Il s'occupe de la brasserie de son père et entre, de 1816 à 1823, en société avec lui et ses deux frères, formant la John Molson & Sons. En 1823, il part pour Kingston où il achètera l'année suivante la brasserie de Henry Murney l'année suivante.
Il revient à Montréal en 1834 à la demande de son frère William. En 1848, ils forment la firme Thomas and William Molson and Company.